# Guayana-Rotrückensaki
Der Guayana-Rotrückensaki (Chiropotes sagulatus) ist eine im nordöstlichen Südamerika vorkommende Primatenart aus der Familie der Sakiaffen (Pitheciidae). Die Art wurde erst im Jahr 2002 vom Rotrückensaki (C. chiropotes) abgetrennt, da sie sich sowohl von der Fellfarbe als auch genetisch von dieser Art unterscheidet.

## Merkmale
Guyana-Rotrückensakis erreichen eine Kopf-Rumpf-Länge von 36 bis 46 Zentimeter (Männchen) bzw. 33 bis 43 Zentimeter (Weibchen), der Schwanz misst 39 bis 46 Zentimeter und das Gewicht beträgt etwa 3 Kilogramm. Ihr Rücken und die oberen Gliedmaßen sind rotbraun bis orange gefärbt, Kopf, Nacken, Unterschenkel und Unterarme sind schwärzlich.

## Verbreitung und Lebensraum

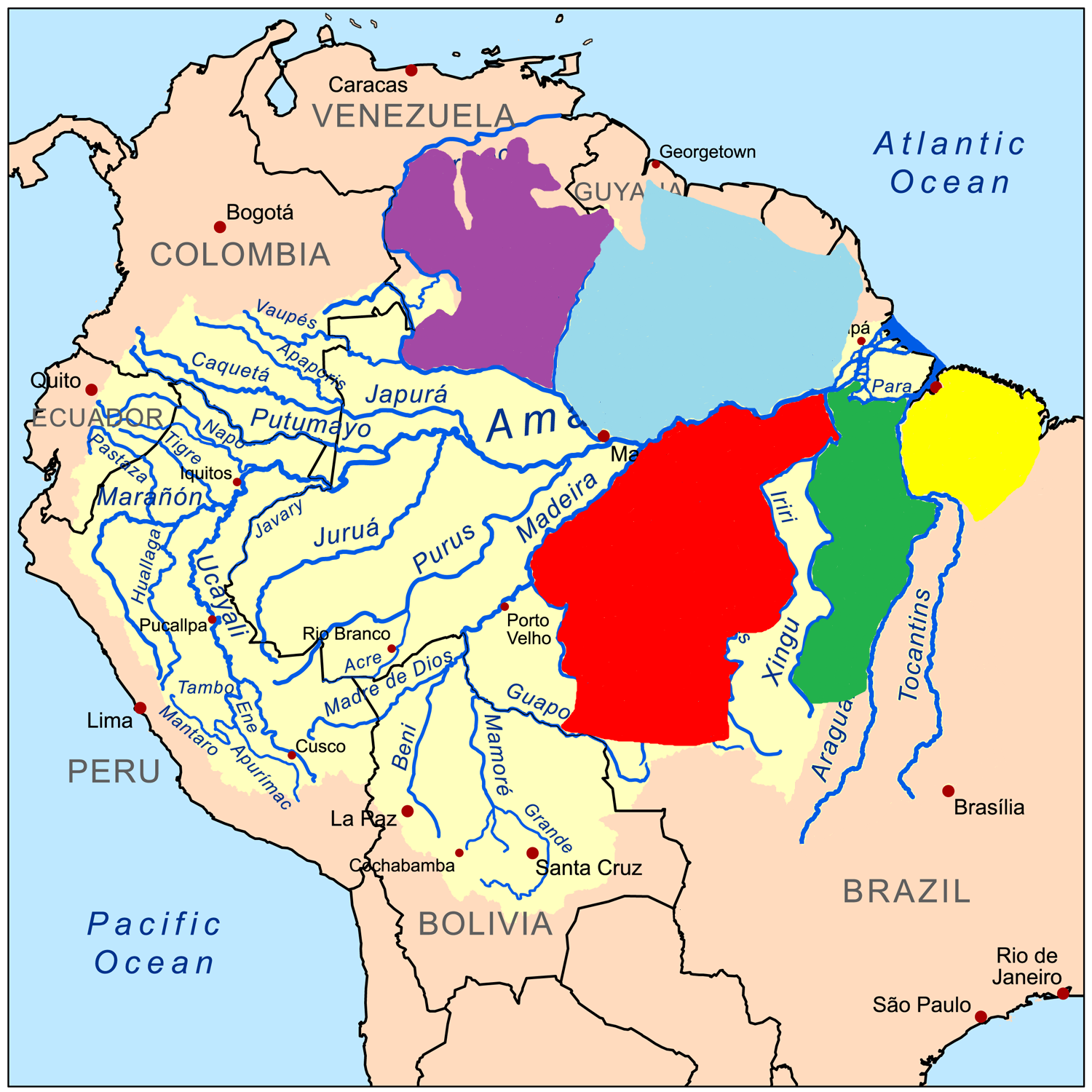
Die Verbreitungsgebiete der fünf Bartsakiarten:
hellblau – Guayana-Rotrückensaki,
violett – Rotrückensaki,
gelb – Satansaffe,
rot – Weißnasensaki,
grün – Uta-Hick-Saki.

Guayana-Rotrückensakis sind im nordöstlichen Südamerika beheimatet. Ihr Verbreitungsgebiet umfasst das Bergland von Guayana östlich des Rio Branco und reicht im Süden bis in das nordöstliche Amazonasbecken. Die Südgrenze des Verbreitungsgebietes bilden der Amazonas östlich der Einmündung des Rio Negro und der Unterlauf des Rio Negro östlich der Einmündung des Rio Branco. Der Lebensraum des Guayana-Rotrückensakis sind tropische Regenwälder, wo sie sich vor allem in der oberen Baumschicht aufhalten.

## Lebensweise
Der Guyana-Rotrückensaki lebt in kleinen (ab zwei Exemplaren) oder größeren Gruppen mit mehreren Männchen und Weibchen. Die größte, in Guyana beobachtete Gruppe umfasste 65 Tiere. Die Gruppen können sich auch in kleinere Gruppen teilen oder sich aus diesen wiedervereinigen. Anzeichen für eine hierarchische Ordnung zwischen den Männchen gibt es bisher nicht. Wie die Primatologen Marc van Roosmalen und Russell Mittermeier bei Beobachtungen feststellten, verbringen die Guyana-Rotrückensakis etwa 30 % ihrer Zeit in der Nähe von Gruppen anderer Primatenarten, darunter Braune Kapuziner (Cebus olivaceus), Gehaubte Kapuziner (Sapajus apella) und Guyana-Totenkopfaffen (Saimiri sciureus).
Der Guyana-Rotrückensaki ernährt sich vor allem von hartschaligen Samen und Früchten. Bei Untersuchungen in Brasilien, Guyana und Suriname machten Samen 63 bis 86 % der aufgenommenen Nahrung aus, während der Anteil fleischiger Früchte 9 bis 28 %, der von Blüten 1 bis 11 % betrug. Der Anteil der Blätter lag bei 0 bis 11 %, der von Gliederfüßern bei 0 bis 10 %. Hauptlieferanten der gefressenen Pflanzennahrung sind Sapotengewächse, Topffruchtbaumgewächse und Maulbeergewächse. Insgesamt ist ihre Nahrung aber sehr abwechslungsreich und bei Untersuchungen nördlich von Manaus wurde festgestellt, dass 112 verschiedene Pflanzenarten konsumiert wurden, in Guyana wurden sogar 175 Pflanzenarten ermittelt. In einem untersuchten Magen eines ausgewachsenen Männchens fanden sich die Überreste von insgesamt 133 Insekten aus acht Ordnungen und zehn Familien. Die häufigsten Gruppen waren die Larven von Zünslern und Rüsselkäfern sowie Ameisen. Bei einer anderen Untersuchung von vier Mägen wurden Insekten aus sechs Ordnungen gefunden, vor allem Schnabelkerfe, Zweiflügler und Buckelfliegen.
Die Jungtiere werden während der beginnenden Trockenzeit geboren. In dieser Jahreszeit ist das Angebot an Früchten am größten.